# Кубок мира по конькобежному спорту 2019/2020 (этап 2)
Второй этап Кубка мира по конькобежному спорту в сезоне 2019/2020 проходил с 22 по 24 ноября 2019 года на катке Ледовая Арена Томашув-Мазовецки, Томашув-Мазовецки, Польша. Забеги проводились на дистанциях 500, 1500 метров, командной гонке, командном спринте, масс-старте, а также на 3000 метров у женщин и 5000 метров у мужчин.

## Призёры

### Мужчины
| Дистанция        | Золото                                                   | Время            | Серебро                                                 | Время            | Бронза                                                          | Время            |
| 500 м            | Тацуя Синхама · Япония                                   | 34,73(2)         | Юма Мураками · Япония                                   | 34,73(4)         | Лоран Дюбрёй · Канада                                           | 34,97            |
| 1500 м           | Томас Крол · Нидерланды                                  | 1:45,76 TR       | Кьелд Нёйс · Нидерланды                                 | 1:45,96          | Денис Юсков · Россия                                            | 1:46,28          |
| 5000 м           | Патрик Руст · Нидерланды                                 | 6:19,38 TR       | Данила Семериков · Россия                               | 6:20,46          | Денис Юсков · Россия                                            | 6:24,30          |
| Командная гонка  | Нидерланды · Патрик Руст · Дауве де Врис · Марсел Боскер | 3:45,68          | Япония · Сейтаро Итионэ · Рёсукэ Цутия · Шейн Уильямсон | 3:46,72          | Россия · Данила Семериков · Александр Румянцев · Руслан Захаров | 3:47,28          |
| Командный спринт | Нидерланды · Рональд Мюлдер · Кьелд Нёйс · Томас Крол    | 1:20,06 TR       | Китай · Ван Шивэй · Лянь Цзивэнь · Нин Чжунянь          | 1:20,84          | Канада · Алекс Буавер-Лакруа · Лоран Дюбрёй · David La Rue      | 1:20,96          |
| Масс-старт       | Джой Мантиа · США                                        | 60 очков 7:45,10 | Йоррит Бергсма · Нидерланды                             | 40 очков 7:45,31 | Арьян Струтинга · Нидерланды                                    | 20 очков 7:45,37 |

### Женщины
| Дистанция        | Золото                                                             | Время           | Серебро                                                        | Время           | Бронза                                                    | Время            |
| 500 м            | Нао Кодайра · Япония                                               | 37,77 TR        | Ольга Фаткулина · Россия                                       | 37,97           | Дарья Качанова · Россия                                   | 38,08            |
| 1500 м           | Ирен Вюст · Нидерланды                                             | 1:56,62         | Михо Такаги · Япония                                           | 1:57,17         | Евгения Лаленкова · Россия                                | 1:57,28          |
| 3000 м           | Мартина Сабликова · Чехия                                          | 4:06,13 TR      | Карлейн Ахтеректе · Нидерланды                                 | 4:06,28         | Наталья Воронина · Россия                                 | 4:06,61          |
| Командная гонка  | Россия · Наталья Воронина · Елизавета Казелина · Евгения Лаленкова | 3:02,76         | Нидерланды · Мелисса Вейфье · Ирен Вюст · Антоинетте де Йонг   | 3:02,88         | Канада · Ивани Блонден · Изабель Вайдеман · Валери Мальте | 3:03,72          |
| Командный спринт | Россия · Ольга Фаткулина · Ангелина Голикова · Дарья Качанова      | 1:27,65 TR      | Нидерланды · Летиция де Йонг · Ютта Лердам · Саннеке де Нелинг | 1:29,34         | Япония · Маки Цудзи · Ариса Го · Конами Сога              | 1:29,65          |
| Масс-старт       | Ирен Схаутен · Нидерланды                                          | 61 очко 9:03,26 | Ивани Блонден · Канада                                         | 42 очка 9:03,41 | Нана Такаги · Япония                                      | 20 очков 9:03,43 |